# Pedro Quartucci
Pedro Quartucci (Buenos Aires, 30 de julio de 1905 - Buenos Aires, 20 de abril de 1983) fue un boxeador y actor argentino.

## Biografía
Pedro Quarticci era hijo del reconocido matrimonio de actores formado por Ángel Quartucci y Jacinta Diana, por lo que estuvo involucrado en la actividad actoral desde niño, llegando a hacer su debut en el teatro a los 4 años de edad. También se desempeñó como acróbata y contorsionista en el circo de los Hermanos Podestá.
Se interesó por el boxeo durante su adolescencia, tras ganar un campeonato organizado por compañías teatrales. Siendo entrenado por Armando Usher, desarrolló una exitosa carrera en el ámbito amateur que le dio la posibilidad de representar a su país en el torneo de boxeo masculino de los Juegos Olímpicos de París 1924, donde alcanzó las semifinales en la categoría peso pluma (54 a 57 kilos). En esa ocasión fue derrotado por el estadounidense Joseph Salas, pero aun así obtuvo la medalla de bronce. Posteriormente incursionó brevemente en el ámbito profesional, peleando en los Estados Unidos y en Argentina. Se retiró por una lesión en su mano, pero permaneció vinculado al mundo del boxeo durante las décadas siguientes, llegando incluso a ser uno de los fundadores de la Casa del Boxeador y un colaborador de la Federación Argentina de Boxeo.
Retomó luego su carrera actoral regresando al teatro, pero también participando en decenas de películas argentinas y luego en programas de televisión entre 1931 y 1980. Actuó en filmes como Las luces de Buenos Aires en 1931, Al marido hay que seguirlo en 1948 y El profesor patagónico en 1970. En televisión, su mayor éxito fue La familia Falcón, tira emitida desde 1962 hasta 1969 . En 1976 condujo el programa Casilla 9, el cual salió al aire a través de Canal 9 de Buenos Aires. 
Fue amigo y consejero de Carlos Gardel y la mano derecha de Juan Duarte durante los años peronistas.
Falleció de un ataque cardíaco en el año 1983. Sus restos descansan en el Panteón de la Asociación Argentina de Actores del Cementerio de la Chacarita. Estuvo casado por muchos años hasta su muerte con la actriz y bailarina Felisa Bonorino. Tuvo dos hijos: Nilda Argentina Quartucci -de quien se sospechó que su madre era Eva Duarte- y, el médico ginecólogo y obstetra Dr. Ángel E. Quartucci (fallecido el 23 de noviembre de 2021).

## Filmografía
- Mariano Moreno y la Revolución de Mayo (1915)
- Hasta después de muerta (1916)
- Las luces de Buenos Aires (1931)
- Dancing (1933)
- El caballo del pueblo (1935)
- Compañeros (1936)
- ¡Goal! (1936)
- Palermo (1937)
- ¡Segundos afuera! (película) (1937)
- Jettatore (1938)
- Mandinga en la sierra (1939)
- Margarita, Armando y su padre (1939)
- Orquesta de señoritas (1941)
- La hora de las sorpresas (1941)
- Una novia en apuros (1941)
- Melodías de América (1942)
- Bajó un ángel del cielo (1942)
- Eclipse de sol (1943)
- Los hijos artificiales (1943)
- Punto negro (1943)
- Un modelo de París (1946)
- Un beso en la nuca (1946)
- La tía de Carlos (1946)
- El hombre del sábado (1947)
- Los secretos del buzón (1948)
- Al marido hay que seguirlo (1948)
- ¿Por qué mintió la cigüeña? (1949)
- Al compás de tu mentira (1950)
- La campana nueva (1950)
- Campeón a la fuerza (1950)
- La comedia inmortal (1951)
- El honorable inquilino (1951)
- Soy del tiempo de Gardel (1954)
- Casada y señorita (1954)
- El festín de Satanás (1955)
- Estrellas de Buenos Aires (1956)
- El hombre señalado (1957)
- Tres alcobas (1962)
- La familia Falcón (1963)
- Club del Clan (1964)
- Ritmo nuevo, vieja ola (1965)
- Fiebre de primavera (1965)
- ¡Cómo te extraño...! (1966)
- El gran crucero (1969)
- El profesor patagónico (1970)
- El sátiro (1970)
- Mi novia el (1975)
- Crecer de golpe (1976)
- El casamiento de Laucha (1977)
- El Fausto criollo (1979)
- El diablo metió la pata (1980)
- Crucero de placer (1980)

## Teatro
- Au revoir Dollie et Billie (1928), junto a Beatrice Ford, Pauline Cartwright, Perlita Greco, Laura Pinillos y Victoria Pinillos.
- Quisiera que tú me odiaras (1934), con la Compañía Argentina de Revistas y Espectáculos Musicales, junto a Marcos Caplán, Laura Hernández, Eloy Álvarez, Juan de Casenave, Victoria Cuenca, Chola Asencio, Amelia Padrón y Clara Rubín.
- Con el loco era otra cosa (1960), junto a Adolfo Linvel, Pety Petcoff, Diana Lupe, Raimundo Pastore, Trío Charola, Paquita Morel, entre otros.